# Włodzimierz Miszewski
Włodzimierz Zygmunt Miszewski ps. „Władysław”, „Orski”, „Szklarz” (ur. 6 sierpnia 1890 w Dziekanowie, zm. 23 sierpnia 1944 w Warszawie) – polski inżynier rolnik, działacz Polskiej Partii Socjalistycznej, jeden z dowódców Gwardii Ludowej WRN, kawaler Orderu Virtuti Militari. Poległ w powstaniu warszawskim.

## Życiorys
Urodził się 6 sierpnia1890 w Dziekanowie, w rodzinie Michała i Marii z Kozłowskich. Jako uczeń rosyjskiego Gimnazjum Męskiego brał udział w strajku szkolnym 1905 r. W 1911 uzyskał świadectwo dojrzałości w Prywatnej Szkole Filologicznej im. Staszica w Lublinie. po czym rozpoczął studia na Wydziale Rolniczo-Leśnym Politechniki Lwowskiej w Dublanach na Akademii Rolniczej. 
W tym czasie był członkiem Związku Walki Czynnej, a od 1912 r. – Związku Strzeleckiego. Po wybuchu I wojny światowej przerwał studia i przeniósł się do Warszawy. Tam rozpoczął studia na Wyższych Kursach Przemysłowo-Rolniczych (późniejsze SGGW). 
Uczestniczył w POW. W 1915 r. walczył w I Brygadzie na Wołyniu. Po kryzysie przysięgowym, internowany był w Szczypiornie. Jako ochotnik, walczył w obronie Lwowa. Był dwukrotnie ranny. W listopadzie 1920 roku był kierownikiem Ekspozytury Wydziału II Dowództwa Okręgu Generalnego „Kielce” w Radomiu. Zdemobilizowany w 1922 w stopniu kapitana rezerwy 8 pułku piechoty Legionów ze starszeństwem z dniem 1 czerwca 1919. 
W 1922 ukończył studia rolnicze na Politechnice Lwowskiej. Pracę zawodową rozpoczął w Wydziale Osad Żołnierskich. Pracował następnie w Urzędach Ziemskich, a później do 1939 w Dyrekcji Państwowego Monopolu Spirytusowego. Mieszkał w Warszawie przy ul. Inflanckiej 1 m. 21.
W okresie okupacji włączył się działalność PPS-WRN, oraz wszedł do Komendy Głównej Gwardii Ludowej WRN, będąc zastępcą Kazimierza Pużaka, jako szef wyszkolenia bojowego.
W czasie powstania warszawskiego, jako komendant warszawskiego zgrupowania OW PPS w randze majora walczył na Starym Mieście. Zginął w trakcie powstania. Pochowany na Cmentarzu Powązkowskim w Warszawie (kwatera 56-3-25,26).
19 listopada 1920 roku dowódca Okręgu Generalnego „Kielce” zezwolił mu na zawarcie związku małżeńskiego z Mieczysławą Miszewską z Rawy Mazowieckiej.

## Ordery i odznaczenia
- Krzyż Srebrny Orderu Wojskowego Virtuti Militari nr 7155 – 17 maja 1922[7][3][8]
- Krzyż Niepodległości – 12 marca 1931 „za pracę w dziele odzyskania niepodległości”[9][1]
- Krzyż Oficerski Orderu Odrodzenia Polski (11 listopada 1936)[10]
- Krzyż Walecznych (czterokrotnie)[11] „za czyny męstwa i odwagi wykazane w bojach toczonych w latach 1918–1921”
- Medal Pamiątkowy za Wojnę 1918–1921[11]
- Medal Dziesięciolecia Odzyskanej Niepodległości[11]